# El Company (Vilanova de Sau)
El Company és un monument del municipi de Vilanova de Sau (Osona) inclòs en l'Inventari del Patrimoni Arquitectònic Català.

## Descripció
Masia de planta rectangular coberta a dues vessants i construïda aprofitant el desnivell. La façana es troba orientada a migdia i presenta un portal dovellat amb una inscripció a la dovella central. El primer pis presenta boniques llindes conopials, algunes de les quals han estat pintades, l'ampit de la finestra central també és decorat. La finestra de les golfes presenta una forma goticitzant. A la part dreta de la façana hi ha un mosaic amb una camperola. Al davant de la casa hi ha dos coberts, avui enderrocats. La façana ha estat arrebossada recentment, s'ha reformat també el mur de llevant, al qual s'hi han col·locat grossos contraforts de totxo que desmereixen l'arquitectura tradicional, aquest mur també ostenta finestres conopials i d'arc convex. A tramuntana sobresurt un cos cobert a dues vessants en el qual s'ubica una galeria. A ponent hi ha una altra entrada que coincideix amb el primer pis. L'estat de conservació és bo malgrat les reformes.

## Història
Antic mas que apareix al fogatge de la parròquia i terme de Vilanova de Sant Pau, quan aquest nucli comptava només amb onze masos. Al fogatge hi trobem registrat a MIQUEL COMPANY. Com indica la dovella central del portal el mas fou reformat al segle xvi, la dovella està datada el 1575. Al segle següent experimentà noves reformes com podem observar per una finestra conopial, datada el 1678, que es troba al segon pis. És doncs, el típic mas bastant ampliat i reformat als segles xvi i xvii.